# Koula (Ségou)
Koula is een gemeente (commune) in de regio Ségou in Mali. De gemeente telt 18.000 inwoners (2009).